# Crepidium commelinifolium
Crepidium commelinifolium là một loài thực vật có hoa trong họ Lan. Loài này được (Zoll. & Moritzi) Szlach. mô tả khoa học đầu tiên năm 1995.